# Han Kwang-bok
Pour les articles homonymes, voir Han.
Dans ce nom coréen, le nom de famille, Han, précède le nom personnel Kwang-bok.
Han Kwang-bok, née le 18 mars 1946, est une femme politique et vice-Première ministre nord-coréenne,.

## Biographie
Han Kwang-bok est née le 18 mars 1946. Elle a étudié à l’université de technologie Kim Chaek à Pyongyang, dont elle a été diplômée en tant qu’ingénieure en électronique.
Elle occupe le poste de ministre de l'Industrie électronique de 2009 à 15 octobre 2012, date à laquelle elle est remplacée par Kim Jae-seong,.

## Crédits d’auteur
- (en) Cet article est partiellement ou en totalité issu de l’article de Wikipédia en anglais intitulé « Han Kwang-bok » (voir la liste des auteurs).